# Claudio Caniggia
Claudio Paul Caniggia (Henderson, 9 gennaio 1967) è un ex calciatore argentino, di origini italiane, di ruolo attaccante.
Soprannominato Figlio del vento, occupa la 52ª posizione nella speciale classifica dei migliori calciatori del XX secolo pubblicata dalla rivista World Soccer.

## Biografia
Sposato con Mariana, ha tre figli.

## Caratteristiche tecniche
Caniggia era un'ala dotata di grande velocità e notevole propensione al dribbling.

## Carriera

### Club

Caniggia (a destra) al Verona nel 1988, insieme al connazionale Maradona del Napoli.

È cresciuto calcisticamente nel club argentino del River Plate, con cui ha esordito nella massima serie argentina nella stagione 1985-1986, disputandovi una sola gara; diventa titolare l'anno successivo e resta al River Plate fino al 1988, dopo altre due stagioni (53 presenze e 8 gol in campionato).
Nel 1988 esordisce nel campionato italiano con la maglia del Verona, che lo acquista per 3 miliardi di lire e con cui disputa 21 partite in Serie A segnando 3 gol, limitato da una frattura a una gamba che lo tiene lontano quattro mesi. L'anno successivo si trasferisce all'Atalanta: in tre stagioni gioca 85 partite, 26 gol in Serie A e due partecipazioni alla Coppa UEFA.
Nel 1992 viene acquistato dalla Roma per 13 miliardi di lire con cui colleziona 15 presenze e 4 gol in campionato. Il 21 marzo 1993, dopo la partita Roma-Napoli, è positivo alla cocaina e subisce una squalifica di tredici mesi, che gli fa perdere la stagione 1993-1994 (la squalifica scadde il 18 maggio), al termine della quale se ne va in Portogallo, al Benfica (23 partite e 8 gol; nel 1995 torna in Argentina al Boca Juniors (29 partite e 12 gol nella stagione 1995-1996). Nel 1996-1997 resta inattivo e le due stagioni successive è ancora al Boca Juniors (17 partite e 5 gol).
Nel settembre del 1999 torna all'Atalanta, in Serie B, dove gioca 17 partite e segna un gol. Nell'ottobre dell'anno seguente è ceduto agli scozzesi del Dundee, e nel 2001 è acquistato dal Rangers, dove resta per due stagioni. In Scozia ha giocato 77 partite e segnato 21 gol.
Nella stagione 2003-2004 chiude la carriera nel Qatar Sports Club, con 18 partite e 5 gol. Torna in attività nella stagione 2012-2013, ingaggiato dai semiprofessionisti inglesi del Wembley, con la quale segna una rete in FA Cup e 7 reti in 15 partite.

### Nazionale
Per la nazionale argentina Caniggia giocò 50 volte con 16 gol, e ha ottenuto il titolo di vicecampione del mondo nell'edizione di Italia 1990. Ha esordito in nazionale il 10 giugno 1987 in Argentina-Italia (1-3). Ha partecipato al mondiale di Italia '90 e a quello di Stati Uniti 1994; poi fu tagliato dal giro della nazionale perché rifiutava di tagliarsi i capelli, come imponeva il selezionatore Daniel Passarella. Fu richiamato dal nuovo commissario tecnico Marcelo Bielsa per il mondiale di Corea del Sud-Giappone 2002, nel quale non giocò ma dove fu espulso pur trovandosi in panchina.
Nel corso di Italia '90 si mise in evidenza con due gol: il primo consentì di prevalere sul Brasile, nell'acceso derby sudamericano per gli ottavi di finale; il secondo fu il pareggio che interruppe il record d'imbattibilità di Walter Zenga nella semifinale contro l'Italia, gol che prolungò la gara ai tempi supplementari e ai tiri di rigore, vinti dall'Argentina poi sconfitta in finale dalla Germania Ovest.
Il 20 agosto 1992 segnò il gol del 2-0 nella finale della Confederation Cup, disputata contro l'Arabia Saudita e vinta 3-1. Nella fase a gironi di USA '94 segnò una doppietta contro la Nigeria. L'ultima sua gara in nazionale, il 27 marzo 2002, fu Argentina-Camerun (2-2).

## Statistiche

### Presenze e reti nei club
| Stagione           | Squadra            | Campionato         | Campionato | Campionato | Coppe nazionali | Coppe nazionali | Coppe nazionali | Coppe continentali | Coppe continentali | Coppe continentali | Altre coppe | Altre coppe | Altre coppe | Totale | Totale |
| Stagione           | Squadra            | Comp               | Pres       | Reti       | Comp            | Pres            | Reti            | Comp               | Pres               | Reti               | Comp        | Pres        | Reti        | Pres   | Reti   |
| ------------------ | ------------------ | ------------------ | ---------- | ---------- | --------------- | --------------- | --------------- | ------------------ | ------------------ | ------------------ | ----------- | ----------- | ----------- | ------ | ------ |
| 1985-1986          | River Plate        | PD                 | 1          | 0          | -               | -               | -               | -                  | -                  | -                  | -           | -           | -           | 1      | 0      |
| 1986-1987          | River Plate        | PD                 | 24         | 3          | -               | -               | -               | -                  | -                  | -                  | -           | -           | -           | 24     | 3      |
| 1987-1988          | River Plate        | PD                 | 28         | 5          | -               | -               | -               | CL                 | 3                  | 0                  | -           | -           | -           | 31     | 5      |
| Totale River Plate | Totale River Plate | Totale River Plate | 53         | 8          |                 | -               | -               |                    | 3                  | 0                  |             | -           | -           | 56     | 8      |
| 1988-1989          | Verona             | A                  | 21         | 3          | CI              | 8               | 3               | -                  | -                  | -                  | -           | -           | -           | 29     | 6      |
| 1989-1990          | Atalanta           | A                  | 31         | 8          | CI              | 3               | 2               | CU                 | 2                  | 0                  | -           | -           | -           | 36     | 10     |
| 1990-1991          | Atalanta           | A                  | 23         | 10         | CI              | 1               | 0               | CU                 | 5                  | 0                  | -           | -           | -           | 29     | 10     |
| 1991-1992          | Atalanta           | A                  | 31         | 8          | CI              | 4               | 1               | -                  | -                  | -                  | -           | -           | -           | 35     | 9      |
| 1992-1993          | Roma               | A                  | 15         | 4          | CI              | 6               | 2               | CU                 | 4                  | 3                  | -           | -           | -           | 25     | 9      |
| 1993-1994          | Roma               | A                  | 0          | 0          | CI              | 0               | 0               | -                  | -                  | -                  | -           | -           | -           | 0      | 0      |
| Totale Roma        | Totale Roma        | Totale Roma        | 15         | 4          |                 | 6               | 2               |                    | 4                  | 3                  |             | -           | -           | 25     | 9      |
| 1994-1995          | Benfica            | PD                 | 24         | 8          | CP              | 3               | 5               | UCL                | 7                  | 3                  | -           | -           | -           | 34     | 16     |
| 1995-1996          | Boca Juniors       | PD                 | 29         | 12         | -               | -               | -               | -                  | -                  | -                  | -           | -           | -           | 29     | 12     |
| 1997-1998          | Boca Juniors       | PD                 | 17         | 5          | -               | -               | -               | -                  | -                  | -                  | -           | -           | -           | 17     | 5      |
| 1998-1999          | Boca Juniors       | PD                 | 12         | 5          | -               | -               | -               | -                  | -                  | -                  | -           | -           | -           | 17     | 5      |
| Totale Boca Junior | Totale Boca Junior | Totale Boca Junior | 58         | 22         |                 |                 |                 |                    |                    |                    |             |             |             | 58     | 22     |
| 1999-2000          | Atalanta           | B                  | 17         | 1          | CI              | 3               | 1               |                    | -                  | -                  | -           | -           | -           | 20     | 2      |
| Totale Atalanta    | Totale Atalanta    | Totale Atalanta    | 102        | 27         |                 | 11              | 4               |                    | 7                  | 0                  |             |             |             | 120    | 31     |
| 2000-2001          | Dundee             | SP                 | 21         | 7          | -               | -               | -               | -                  | -                  | -                  | -           | -           | -           | 21     | 7      |
| 2001-2002          | Rangers            | SP                 | 24         | 5          | SC              | 3               | 0               | UCL                | 5                  | 2                  | SL          | 4           | 2           | 36     | 9      |
| 2002-2003          | Rangers            | SP                 | 26         | 8          | SC              | 4               | 1               | CU                 | 2                  | 0                  | SL          | 4           | 3           | 36     | 12     |
| Totale Rangers     | Totale Rangers     | Totale Rangers     | 50         | 13         |                 | 7               | 1               |                    | 7                  | 2                  |             | 4           | 5           | 72     | 21     |
| 2003-2004          | Qatar SC           | QS                 | 15         | 5          | -               | -               | -               | -                  | -                  | -                  | -           | -           | -           | 15     | 5      |
| 2012-2013          | Wembley            |                    | 15         | 7          | FA              | 2               | 1               | -                  | -                  | -                  | -           | -           | -           | 17     | 8      |
| Totale Carriera    | Totale Carriera    | Totale Carriera    | 374        | 104        |                 | 37              | 16              |                    | 28                 | 8                  |             | 8           | 5           | 452    | 133    |

### Cronologia presenze e reti in nazionale
| Cronologia completa delle presenze e delle reti in nazionale ― Argentina | Cronologia completa delle presenze e delle reti in nazionale ― Argentina | Cronologia completa delle presenze e delle reti in nazionale ― Argentina | Cronologia completa delle presenze e delle reti in nazionale ― Argentina | Cronologia completa delle presenze e delle reti in nazionale ― Argentina | Cronologia completa delle presenze e delle reti in nazionale ― Argentina | Cronologia completa delle presenze e delle reti in nazionale ― Argentina | Cronologia completa delle presenze e delle reti in nazionale ― Argentina |
| Data                                                                     | Città                                                                    | In casa                                                                  | Risultato                                                                | Ospiti                                                                   | Competizione                                                             | Reti                                                                     | Note                                                                     |
| ------------------------------------------------------------------------ | ------------------------------------------------------------------------ | ------------------------------------------------------------------------ | ------------------------------------------------------------------------ | ------------------------------------------------------------------------ | ------------------------------------------------------------------------ | ------------------------------------------------------------------------ | ------------------------------------------------------------------------ |
| 10-6-1987                                                                | Zurigo                                                                   | Italia                                                                   | 3 – 1                                                                    | Argentina                                                                | Amichevole                                                               | -                                                                        | 85’                                                                      |
| 20-6-1987                                                                | Buenos Aires                                                             | Argentina                                                                | 0 – 1                                                                    | Paraguay                                                                 | Amichevole                                                               | -                                                                        | Ingresso                                                                 |
| 27-6-1987                                                                | Buenos Aires                                                             | Argentina                                                                | 1 – 1                                                                    | Perù                                                                     | Coppa America 1987 - 1º turno                                            | -                                                                        | 64’                                                                      |
| 2-7-1987                                                                 | Buenos Aires                                                             | Argentina                                                                | 3 – 0                                                                    | Ecuador                                                                  | Coppa America 1987 - 1º turno                                            | 1                                                                        | 46’                                                                      |
| 9-7-1987                                                                 | Buenos Aires                                                             | Argentina                                                                | 0 – 1                                                                    | Uruguay                                                                  | Coppa America 1987 - Semifinale                                          | -                                                                        |                                                                          |
| 11-7-1987                                                                | Buenos Aires                                                             | Argentina                                                                | 1 – 2                                                                    | Colombia                                                                 | Coppa America 1987 - Finale 3º posto                                     | 1                                                                        |                                                                          |
| 31-3-1988                                                                | Berlino                                                                  | Argentina                                                                | 2 – 4                                                                    | Unione Sovietica                                                         | Torneo 4 Nazioni - Semifinale                                            | -                                                                        |                                                                          |
| 2-4-1988                                                                 | Berlino                                                                  | Germania Ovest                                                           | 1 – 0                                                                    | Argentina                                                                | Torneo 4 Nazioni - Finale 3º-4º posto                                    | -                                                                        |                                                                          |
| 12-10-1988                                                               | Siviglia                                                                 | Spagna                                                                   | 1 – 1                                                                    | Argentina                                                                | Coppa Hispanidad                                                         | 1                                                                        | 76’                                                                      |
| 2-7-1989                                                                 | Goiânia                                                                  | Argentina                                                                | 1 – 0                                                                    | Cile                                                                     | Coppa America 1989 - 1º turno                                            | 1                                                                        | 67’                                                                      |
| 4-7-1989                                                                 | Goiânia                                                                  | Argentina                                                                | 0 – 0                                                                    | Ecuador                                                                  | Coppa America 1989 - 1º turno                                            | -                                                                        | 74’                                                                      |
| 8-7-1989                                                                 | Goiânia                                                                  | Argentina                                                                | 1 – 0                                                                    | Uruguay                                                                  | Coppa America 1989 - 1º turno                                            | 1                                                                        | 54’                                                                      |
| 10-7-1989                                                                | Goiânia                                                                  | Argentina                                                                | 0 – 0                                                                    | Bolivia                                                                  | Coppa America 1989 - 1º turno                                            | -                                                                        | 54’                                                                      |
| 12-7-1989                                                                | Rio de Janeiro                                                           | Argentina                                                                | 0 – 2                                                                    | Brasile                                                                  | Coppa America 1989 - Girone finale                                       | -                                                                        | 55’                                                                      |
| 14-7-1989                                                                | Rio de Janeiro                                                           | Argentina                                                                | 0 – 2                                                                    | Uruguay                                                                  | Coppa America 1989 - Girone finale                                       | -                                                                        |                                                                          |
| 21-12-1989                                                               | Cagliari                                                                 | Italia                                                                   | 0 – 0                                                                    | Argentina                                                                | Amichevole                                                               | -                                                                        | 68’                                                                      |
| 28-3-1990                                                                | Glasgow                                                                  | Scozia                                                                   | 1 – 0                                                                    | Argentina                                                                | Amichevole                                                               | -                                                                        |                                                                          |
| 3-5-1990                                                                 | Vienna                                                                   | Austria                                                                  | 1 – 1                                                                    | Argentina                                                                | Amichevole                                                               | -                                                                        | 46’                                                                      |
| 8-5-1990                                                                 | Berna                                                                    | Svizzera                                                                 | 1 – 1                                                                    | Argentina                                                                | Amichevole                                                               | -                                                                        | 85’                                                                      |
| 22-5-1990                                                                | Tel Aviv                                                                 | Israele                                                                  | 1 – 2                                                                    | Argentina                                                                | Amichevole                                                               | 1                                                                        | 61’                                                                      |
| 8-6-1990                                                                 | Milano                                                                   | Argentina                                                                | 0 – 1                                                                    | Camerun                                                                  | Mondiali 1990 - 1º turno                                                 | -                                                                        | 46’                                                                      |
| 13-6-1990                                                                | Napoli                                                                   | Argentina                                                                | 2 – 0                                                                    | Unione Sovietica                                                         | Mondiali 1990 - 1º turno                                                 | -                                                                        | 57’                                                                      |
| 18-6-1990                                                                | Napoli                                                                   | Argentina                                                                | 1 – 1                                                                    | Romania                                                                  | Mondiali 1990 - 1º turno                                                 | -                                                                        |                                                                          |
| 24-6-1990                                                                | Torino                                                                   | Brasile                                                                  | 0 – 1                                                                    | Argentina                                                                | Mondiali 1990 - Ottavi di finale                                         | 1                                                                        |                                                                          |
| 30-6-1990                                                                | Firenze                                                                  | Argentina                                                                | 0 – 0 dts (3 – 2 dtr)                                                    | Jugoslavia                                                               | Mondiali 1990 - Quarti di finale                                         | -                                                                        |                                                                          |
| 3-7-1990                                                                 | Napoli                                                                   | Italia                                                                   | 1 – 1 dts (3 – 4 dtr)                                                    | Argentina                                                                | Mondiali 1990 - Semifinale                                               | 1                                                                        |                                                                          |
| 27-6-1991                                                                | Curitiba                                                                 | Brasile                                                                  | 1 – 1                                                                    | Argentina                                                                | Amichevole                                                               | 1                                                                        | 88’                                                                      |
| 8-7-1991                                                                 | Santiago del Cile                                                        | Argentina                                                                | 3 – 0                                                                    | Venezuela                                                                | Coppa America 1991 - 1º turno                                            | 1                                                                        | 84’                                                                      |
| 10-7-1991                                                                | Santiago del Cile                                                        | Cile                                                                     | 0 – 1                                                                    | Argentina                                                                | Coppa America 1991 - 1º turno                                            | -                                                                        |                                                                          |
| 12-7-1991                                                                | Concepción                                                               | Argentina                                                                | 4 – 1                                                                    | Paraguay                                                                 | Coppa America 1991 - 1º turno                                            | 1                                                                        |                                                                          |
| 17-7-1991                                                                | Santiago del Cile                                                        | Argentina                                                                | 3 – 2                                                                    | Brasile                                                                  | Coppa America 1991 - Girone finale                                       | -                                                                        | 31’                                                                      |
| 21-7-1991                                                                | Santiago del Cile                                                        | Argentina                                                                | 2 – 1                                                                    | Colombia                                                                 | Coppa America 1991 - Girone finale                                       | -                                                                        |                                                                          |
| 30-5-1992                                                                | Tokyo                                                                    | Giappone                                                                 | 0 – 1                                                                    | Argentina                                                                | Kirin Cup 1992                                                           | -                                                                        |                                                                          |
| 3-6-1992                                                                 | Gifu                                                                     | Argentina                                                                | 1 – 0                                                                    | Galles                                                                   | Kirin Cup 1992                                                           | -                                                                        |                                                                          |
| 18-6-1992                                                                | Buenos Aires                                                             | Argentina                                                                | 2 – 0                                                                    | Australia                                                                | Amichevole                                                               | -                                                                        | 80’                                                                      |
| 16-10-1992                                                               | Riyad                                                                    | Argentina                                                                | 4 – 0                                                                    | Costa d'Avorio                                                           | Coppa re Fahd 1992 - Semifinale                                          | -                                                                        |                                                                          |
| 20-10-1992                                                               | Riyad                                                                    | Argentina                                                                | 3 – 1                                                                    | Arabia Saudita                                                           | Coppa re Fahd 1992 - Finale                                              | 1                                                                        |                                                                          |
| 18-2-1993                                                                | Buenos Aires                                                             | Argentina                                                                | 1 – 1                                                                    | Brasile                                                                  | Amichevole                                                               | -                                                                        |                                                                          |
| 24-2-1993                                                                | Mar del Plata                                                            | Argentina                                                                | 1 – 1 dts (5 - 4 dtr)                                                    | Danimarca                                                                | Coppa dei Campioni CONMEBOL-UEFA 1993                                    | 1                                                                        |                                                                          |
| 25-5-1994                                                                | Guayaquil                                                                | Ecuador                                                                  | 1 – 0                                                                    | Argentina                                                                | Amichevole                                                               | -                                                                        |                                                                          |
| 31-5-1994                                                                | Tel Aviv                                                                 | Israele                                                                  | 0 – 3                                                                    | Argentina                                                                | Amichevole                                                               | 1                                                                        | 85’                                                                      |
| 4-6-1994                                                                 | Zagabria                                                                 | Croazia                                                                  | 0 – 0                                                                    | Argentina                                                                | Amichevole                                                               | -                                                                        | 82’                                                                      |
| 21-6-1994                                                                | Boston                                                                   | Argentina                                                                | 4 – 0                                                                    | Grecia                                                                   | Mondiali 1994 - 1º turno                                                 | -                                                                        |                                                                          |
| 25-6-1994                                                                | Boston                                                                   | Argentina                                                                | 2 – 1                                                                    | Nigeria                                                                  | Mondiali 1994 - 1º turno                                                 | 2                                                                        | 54’                                                                      |
| 30-6-1994                                                                | Dallas                                                                   | Argentina                                                                | 0 – 2                                                                    | Bulgaria                                                                 | Mondiali 1994 - 1º turno                                                 | -                                                                        | 25’                                                                      |
| 24-4-1996                                                                | Buenos Aires                                                             | Argentina                                                                | 3 – 1                                                                    | Bolivia                                                                  | Qual. Mondiali 1998                                                      | -                                                                        | 72’                                                                      |
| 2-6-1996                                                                 | Quito                                                                    | Ecuador                                                                  | 2 – 0                                                                    | Argentina                                                                | Qual. Mondiali 1998                                                      | -                                                                        |                                                                          |
| 7-7-1996                                                                 | Lima                                                                     | Perù                                                                     | 0 – 0                                                                    | Argentina                                                                | Qual. Mondiali 1998                                                      | -                                                                        | 72’                                                                      |
| 13-2-2002                                                                | Cardiff                                                                  | Galles                                                                   | 1 – 1                                                                    | Argentina                                                                | Amichevole                                                               | -                                                                        | 90’                                                                      |
| 27-3-2002                                                                | Ginevra                                                                  | Argentina                                                                | 2 – 2                                                                    | Camerun                                                                  | Amichevole                                                               | -                                                                        | 89’                                                                      |
| Totale                                                                   |                                                                          | Presenze                                                                 | 50                                                                       |                                                                          | Reti                                                                     | 16                                                                       |                                                                          |

## Palmarès

### Club

#### Competizioni nazionali
- Campionato argentino: 1

River Plate: 1985-1986
- Campionato scozzese: 1

Glasgow Rangers: 2002-2003
- Coppa di Scozia: 2

Glasgow Rangers: 2002, 2003
- Coppa di Lega scozzese: 2

Glasgow Rangers: 2002, 2003

#### Competizioni internazionali
- Coppa Libertadores: 1

River Plate: 1986
- Coppa Intercontinentale: 1

River Plate: 1986
- Coppa Interamericana: 1

River Plate: 1986

### Nazionale
- Coppa America: 1

Cile 1991
- Confederations Cup: 1

Arabia Saudita 1992
- Coppa Artemio Franchi: 1

1993